# Brukenthalovo národní muzeum
Brukenthalovo národní muzeum (rumunsky Muzeul Național Brukenthal, německy Brukenthal-Museum) je muzejní organizace v rumunské Sibini (Sibiu / Hermannstadt), spravující šest muzeí rozmístěných na různých místech města, avšak spojených společnou správnou. Nejcennější částí je sbírka obrazů starých mistrů (Brukenthalova sbírka obrazů, Brukenthalsche Gemäldesammlung) v Brukenthalském paláci, který je nejcennější barokní budovou Sedmihradska. Sbírky Národního muzea jsou kulturním dědictvím sedmihradských Němců, jež bylo po pádu komunismu restituováno evangelické církvi.
Jádro sbírek místním Němcům odkázal sedmihradský guvernér Samuel von Brukenthal (1721–1803), podle něhož je muzeum pojmenováno. Sbírky původně připadly samosprávnému orgánu sedmihradských Němců zvanému Sächsische Nationsuniversität in Siebenbürgen, po jeho zániku roku 1867 následkem rakousko-uherského vyrovnání pak přešly na Evangelickou církev a.v. v Rumunsku. Po druhé světové válce nový komunistický režim církvi tento majetek včetně Brukenthalova paláce konfiskoval, po jeho pádu však došlo k restitucím a církev se sbírek opět ujala.
K Brukenthalovu národnímu muzeu patří tato muzea:
- Pinakotéka s Brukenthalovou sbírkou obrazů. Jsou zde zastoupeni mistři od renesance po rokoko, například Jan van Eyck (zdejší Muž v modré kápi patří k jeho hlavním dílům), Hans von Aachen, Jan Gerritsz van Bronckhorst, Jan Brueghel starší, Jan Brueghel mladší, Lucas Cranach starší, Anthonis van Dyck, Jan van Essen, Jan Fyt, Jan Griffier, Frans Hals, Jakob Jordaens, Jan Kupecký, Alessandro Magnasco, Hans Memling, Antonello da Messina, Martin van Meytens, Willem van Mieris, Philips de Koninck, Frans Snyders, David Teniers mladší, Tizian, Paul Troger, Hans Wertinger a Philips Wouwerman.
- Brukenthalova knihovna s asi 300 000 položkami včetně rukopisů a inkunábulí, sídlí rovněž v Brukenthalském paláci.
- Historické muzeum v historicky cenné gotické bývalé radnici se věnuje dějinám Sibině a celého regionu.
- Muzeum farmakologie sídlí v budově z roku 1569, kde je nejstarší lékárna v dnešním Rumunsku a kde Samuel Hahnemann vymyslel homeopatii jako novou léčebnou metodu.
- Přírodovědné muzeum vzniklo roku 1849 z popudu Sedmihradského spolku pro přírodní vědy (Siebenbürgischer Verein für Naturwissenschaften) a má nyní přes milion položek z oblasti věd o živé i neživé přírodě.
- Muzeum zbraní a loveckých trofejí vzniklo z několika soukromých sbírek a demonstruje vývoj zbraní a loveckého umění včetně poznatků ze života zvěře.

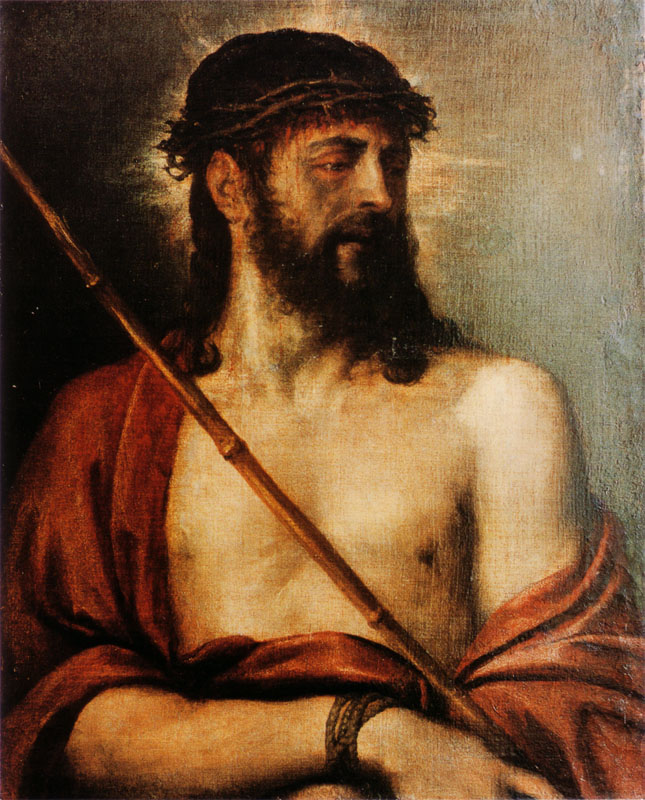
Tizian: Ecce Homo
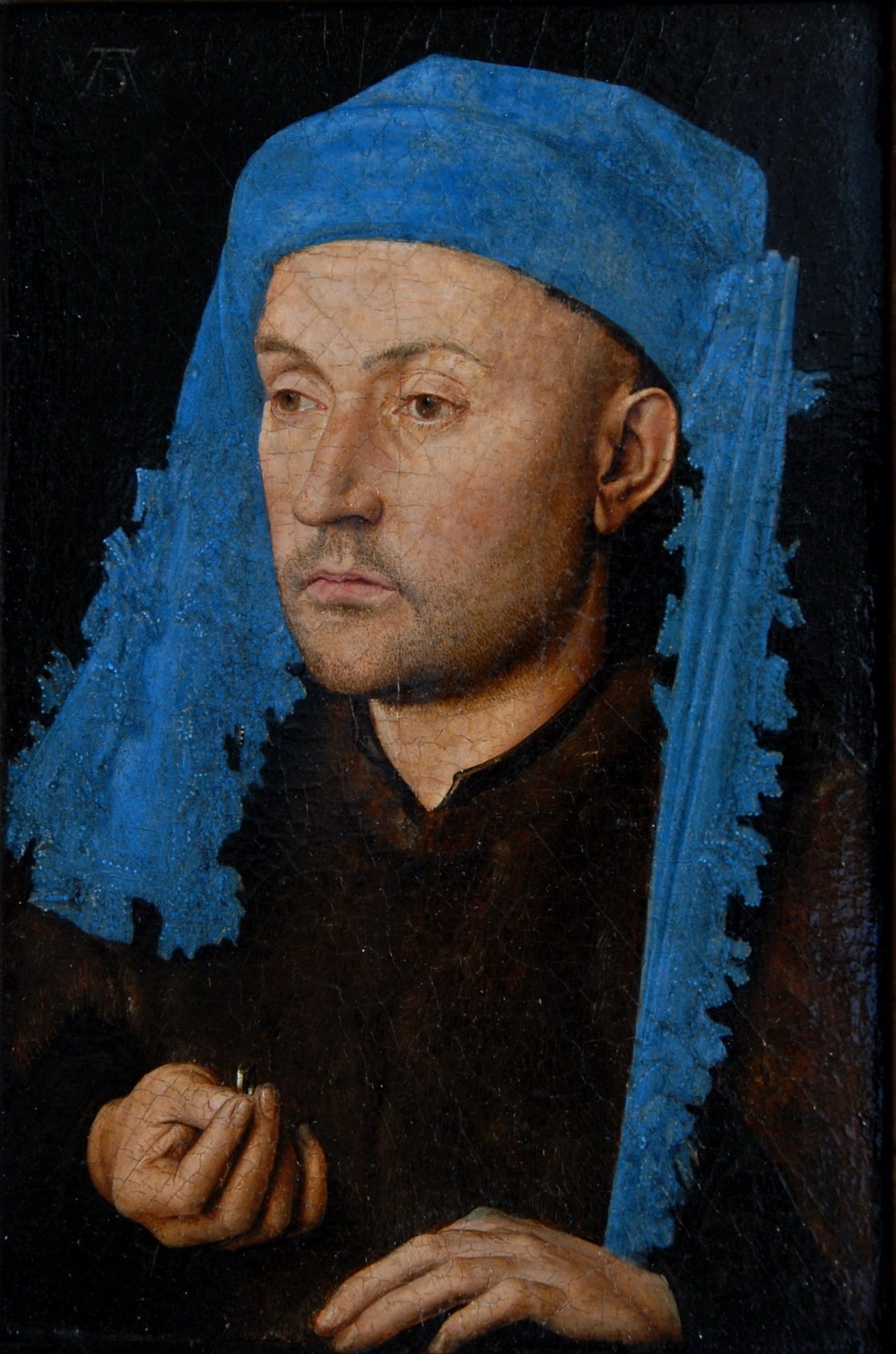
Jan van Eyck: Muž v modré kápi
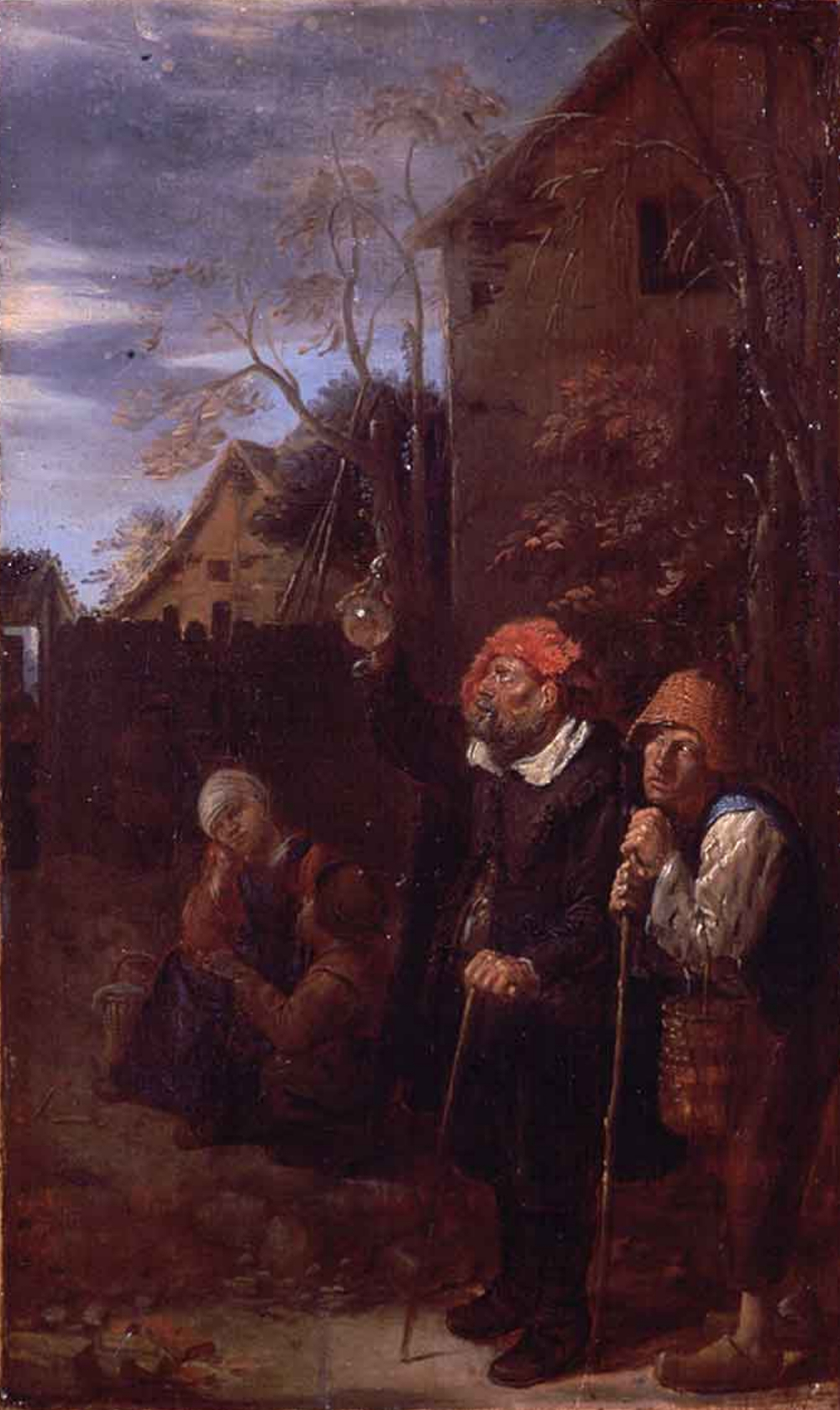
Joos van Craesbeeck: U lékaře
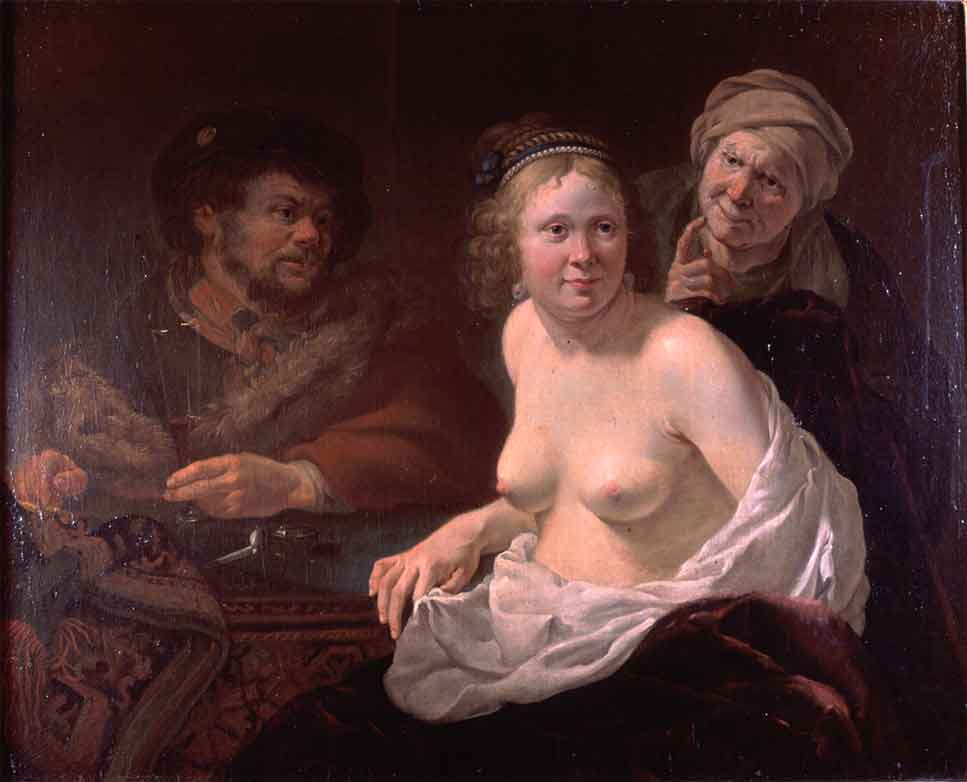
Jan Gerritsz van Bronckhorst, Kuplířka
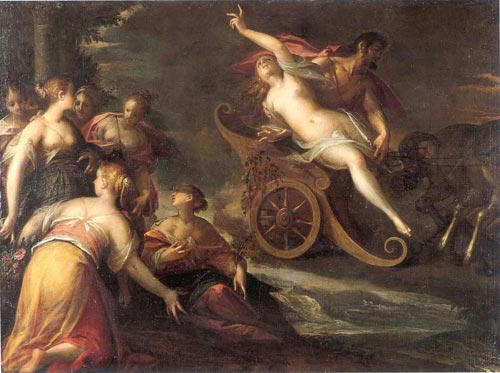
Hans von Aachen: Únos Proserpiny, 1587